# パウルス1世 (ローマ教皇)
パウルス1世（Paulus I、700年 - 767年6月28日）は、第93代ローマ教皇（在位：757年5月29日 - 767年6月28日）である。第92代ローマ教皇ステファヌス2世（旧称ステファヌス3世）の実弟にあたる。兄の教皇在位中から教皇庁の要職を務め、外交手腕を発揮した。

## 生涯
パウルス1世は700年にローマで生まれた。生家は貴族であり、兄ステファヌスとともに聖職者の道を歩んだ。兄ステファヌスが教皇に選出される以前から教皇庁に仕え、特にフランク王国との関係構築において重要な役割を担っていたとされる。
757年5月29日、兄ステファヌス2世の死後、パウルスはローマ教皇に選出された。当時のローマは、ランゴバルド王国とフランク王国の間で複雑な政治情勢に置かれていた。

### 教皇としての治世
パウルス1世の治世は、主にランゴバルド王国との関係改善とフランク王国との同盟維持に焦点が当てられた。
ランゴバルド王デジデリウスとは、初期には良好な関係を築こうと努めたが、領土問題や教会財産を巡る対立から緊張関係が続いた。デジデリウスは教皇領の一部を要求し、これに対しパウルスはフランク王ピピン3世に援助を求めた。
フランク王国との関係は、兄ステファヌス2世の時代に確立された同盟関係を継承し、これをさらに強化しようと試みた。ピピン3世は教皇庁の保護者としての役割を果たし、ランゴバルド王国からの脅威に対して教皇を支援した。パウルス1世は、フランク王国との連携を通じて、イタリアにおける教皇領の安定と独立を目指した。
また、東方教会との関係においては、聖像破壊論争が続いていたが、パウルス1世は西方教会の立場を堅持し、東ローマ帝国との間の溝を埋めることは困難であった。
内政においては、教会改革や慈善事業にも力を注いだ。貧しい人々への施しや、修道院の建設・修復などを積極的に行ったとされる。

## 死と遺産
パウルス1世は767年6月28日に死去した。教皇としての治世は10年余りであったが、ランゴバルド王国からの圧力を受けつつもフランク王国との関係を強化し、教皇領の基盤を維持することに尽力した。彼の外交政策は、後の教皇たちの対外戦略にも影響を与えたと考えられる。